# Basketbalový klub Prostějov
Il B.K. Prostějov è stata una società cestistica, avente sede a Prostějov, nella Repubblica Ceca. Fondata nel 1940, giocava nel campionato ceco fino all'estate del 2017.

## Palmarès
- Coppa della Repubblica Ceca: 1

2015

## Cestisti
- Daniel Novák 2006-2007
- Austin Dufault 2012-2013